# تصنيف سارنات
تصنيف سارنات أو تدريج سارنات هو مقياس لتصنيف اعتلال الدماغ الإقفاري بنقص التأكسج عند حديثي الولادة (HIE)، وهي متلازمة ناجمة عن نقص الأكسجين فُرب وقت الولادة وتظهر على شكل تغير في درجة الوعي وتغير في توتر العضلات ونوبات صرع.  يُصنَّف HIE بناءً على التجلي السريري للرضيع ونتائج الفحوصات ووجود نوبات الصرع ومدة المرض. يُستخدم تصنيف سارنات جنبًا إلى جنب مع نتائج تخطيط كهربية الدماغ لتوفير معلومات حول مآل المرض عند الرضيع. وفقًا للتصنيف، عادة ما يكون لمرض HIE الخفيف نتائج طبيعية، بينما في حالة HIE الشديدة يصل معدل الوفيات إلى 75%، ويعاني 80% من الناجين من عقابيل عصبية. 
توصي إرشادات مجلس الإنعاش في المملكة المتحدة لدعم حياة حديثي الولادة بأن يُقيَّم الطفل الذي تلقى إنعاشًا معتبرًا عند الولادة والذي يستمر في إظهار علامات الاعتلال الدماغي بواسطة تصنيف سارنات خلال 24 - 48 ساعة من الولادة. 

## التصنيف
|              | الدرجة الأولى (خفيف) | الدرجة الثانية معتدلة | الدرجة الثالثة شديدة |
| ------------ | -------------------- | --------------------- | -------------------- |
| اليقظة       | يقظة مفرطى           | نوام                  | غيبوبة               |
| توتر العضلات | عادية أو متزايدة     | نقص التوتر            | رخو                  |
| نوبات الصرع  | لا توجد              | متكرر                 | غير مألوف            |
| حدقة العين   | متوسعة، متفاعلة      | صغيرة، متفاعلة        | متغيرة، ثابتة        |
| التنفس       | عادي                 | دورية                 | انقطاع النفس         |
| المدة        | <24 ساعة             | 2 - 14 يومًا           | أسابيع               |

مقتبس من 